# 伊豫谷登士翁
伊豫谷 登士翁（いよたに としお、1947年10月4日 - 2022年5月28日）は、日本の社会学者、経済学者。一橋大学名誉教授。専門は世界経済論、グローバリゼーション研究、移民研究。

## 来歴
1947年京都府に生まれる。1971年に滋賀大学経済学部を卒業後、京都大学大学院経済学研究科に進学し、1975年修士課程修了、1979年博士課程単位取得満期退学。同年東京外国語大学の専任講師に着任、1983年助教授、1993年教授を経て、1997年一橋大学大学院社会学研究科の教授に就任。2011年定年退任し、名誉教授。
2002年「グローバリゼーションと移民」で京都大学より博士（経済学）の学位を取得。

## 年譜
- 1947年 - 京都府にて出生
- 1971年 - 滋賀大学経済学部卒業
- 1973年 - 京都大学大学院経済学研究科修士課程入学
- 1975年 - 同課程修了
- 1975年 - 京都大学大学院経済学研究科博士課程入学
- 1979年 - 同課程単位取得満期退学
- 1979年 - 東京外国語大学専任講師
- 1983年 - 東京外国語大学助教授
- 1993年 - 東京外国語大学教授
- 1997年 - 一橋大学大学院社会学研究科教授
- 2011年 - 一橋大学名誉教授

## 著書

### 単著
- 『変貌する世界都市―都市と人のグローバリゼーション』（有斐閣, 1993年）
- 『グローバリゼーションと移民』（有信堂高文社, 2001年）
- 『グローバリゼーションとは何か―液状化する世界を読み解く』（平凡社［平凡社新書］, 2002年）

### 編著
- 『経済のグローバリゼーションとジェンダー』（明石書店, 2001年）
- 『思想読本（8）グローバリゼーション』（作品社, 2002年）
- 『移動から場所を問う―現代移民研究の課題』（有信堂高文社, 2007年）

### 共編著
- （梶田孝道）『外国人労働者論―現状から理論へ』（弘文堂, 1992年）
- （酒井直樹、ブレット・ド・バリー）『ナショナリティの脱構築』（柏書房, 1996年）
- （杉原達）『講座外国人定住問題（１）日本社会と移民』（明石書店, 1996年）
- （酒井直樹、テッサ・モリス＝スズキ）『グローバリゼーションのなかのアジア―カルチュラル・スタディーズの現在』（未來社, 1998年）
- （山之内靖、成田龍一）『再魔術化する世界―総力戦・「帝国」・グローバリゼーション：山之内靖対談集』（御茶の水書房, 2004年）

### 訳書
- イマニュエル・ウォーラーステイン『世界経済の政治学―国家・運動・文明』（同文舘出版, 1991年）
- サスキア・サッセン『グローバリゼーションの時代―国家主権のゆくえ』（平凡社, 1999年）
- サスキア・サッセン『グローバル・シティ―ニューヨーク・ロンドン・東京から世界を読む』（筑摩書房, 2008年／ちくま学芸文庫, 2018年）